# Catscratch
Catscratch es una serie de televisión animada de aventuras y comedia infantil estadounidense creada por Doug TenNapel para Nickelodeon. Se emitió del 9 de julio de 2005 al 10 de febrero de 2007. Es una adaptación libre de la serie de cómics de TenNapel, Gear, que en la serie también es el nombre de un camión monstruo propiedad de los tres personajes principales. La serie cuenta con música compuesta por el colaborador y compositor de TenNapel desde hace mucho tiempo, Terry Scott Taylor.

## Descripción
La serie gira en torno a un trío de hermanos felinos antropomórficos . Después de que su rica dueña, Edna Cramdilly, muriera, les dejó sus riquezas, junto con un amenazador y enorme camión monstruo llamado Gear y un mayordomo digno llamado Hovis. El programa suele narrar sus ricos estilos de vida y sus experiencias llenas de acción, a veces paranormales. Otros personajes incluyen a la dulce joven vecina, Kimberly, con quien Gordon está obsesionado, y los rivales competitivos de los gatos, los hermanos Chump.

## Personajes

### Gatos
En una conversación con Nicktoons Magazine, se reveló que los 3 gatos están basados en los gatos de Doug TenNapel, cuyos nombres son iguales que los de sus contrapartes animadas.
- Sr. Blik: Un gato de raza Bombay de piel negra y el mayor de los hermanos. Tiene una personalidad bastante mandona por lo que suele aprovecharse de Gordon, Waffle y Hovis. Según el episodio "Sr. Pepino", el Sr. Blik realiza la mayoría de las labores de la casa y además es quien firma los cheques de paga para Hovis.
- Gordon Quid: Un gato Manx blanco y naranja, y el hermano del medio. Dice ser escocés (siendo que nació debajo del sofá de la misma casa), tiene una personalidad bastante simpática, valiente y decidida; está enamorado de su vecina Kimberly y siente temor hacia el Halloween.
- Waffle: Un gato de raza American Curl de piel gris y orejas caídas, suele tener una personalidad bastante ingenua y tonta por lo que suele decir frases disparatadas y es el constante objetivo de las órdenes de Blik. A menudo tiene arranques de inteligencia inusitada y adora a sus tres salamandras mascotas: Gómez, Mandy y Ernst.
- Katilda: La nueva vecina de los gatos que ama las aventuras. El Sr. Blik está muy enamorado de ella, Katilda sabe esto y suele burlarse de él. Katilda también tiene una imaginación muy activa y suele exagerar sus alrededores al confundir los objetos del cotidiano con criaturas fantásticas.

### Humanos
- Kimberly: La vecina de enfrente de los gatos. Es una niña de 8 años con una fuerte pasión por los unicornios y las cosas adorables. Gordon está enamorado de ella pero no lo ha notado por lo que lo ve como un amigo.
- Hovis: El antiguo mayordomo de la Sra. Cramdilly (antes de que ésta falleciera), por lo que las mascotas (las cuales heredaron la fortuna de ella) son ahora sus amos; Blik suele tratarlo como un sirviente.
- Los hermanos Chump: son tres adolescentes molestos que viven en el mismo barrio que los gatos y se dedican a hacerles la vida imposible.

### Secundarios
- Gear: El auto-monstruo de los gatos.

- Sachiko: Un conejo mascota de Kimberly que se vio en el episodio "El conejo de los ojos grandes", Gordon lo dejó escapar y se fue a su antiguo hogar, no se vio más en el programa.

- Aullido: Un perro solitario y malvado, le gusta hacer maldades, es un perro vagabundo y su antiguo amigo era Waffle (antes que descubriera que es un gato), le prometió a Waffle que regresaría.

- Squikers: Un malvado y astuto ratón, ha derrotado a muchos gatos pero Waffle lo derrotó.

- Gómez: Es la mascota, mejor amigo y amuleto de la buena suerte de Waffle, es un Tritón: que es un reptil de cabeza aplanada, piel granulosa y uñas negras. Waffle es fanático de los tritones, piensa que son muy inteligentes y hasta habla su idioma, en cambio el Sr. Blik no los soporta.

- Clouse y Ronda: Clouse y Ronda son langostas, amigos de Waffle. Solo aparecieron en el capítulo "El salvador".

- Randall: Es un oso pardo macho antagonista que está a la caza de los tres hermanos felinos. Randall sabe dónde viven los gatos y, a veces, se acerca a su puerta para comérselos en cuanto la abren.

## Producción
Después de que Nickelodeon diera luz verde a la serie, Catscratch entró en producción en junio de 2004. La serie se anunció por primera vez en el upfront de Nickelodeon de marzo de 2005, confirmando un pedido de 13 episodios. Estaba programado para estrenarse en septiembre de 2005, pero se adelantó a julio. Más tarde en el año, Nickelodeon ordenó 7 episodios más, lo que elevó el recuento de episodios a 20. Los créditos finales indican que el episodio final se produjo en 2006. Catscratch finalmente se canceló en 2007 sin razón aparente.

## Transmisión
Catscratch se emitió en Nickelodeon y se estrenó en los Estados Unidos el 9 de julio de 2005. Sus reposiciones cesaron temporalmente poco después de la emisión del episodio 19 en octubre de 2006 hasta que el episodio final titulado "Spindiango Fundulation / Duck and Cover" se emitió el 10 de febrero de 2007, poniendo fin a la serie. A partir de 2025, Catscratch no se ha vuelto a emitir en Nickelodeon desde 2007 y en Nicktoons desde 2015. Además, la serie es uno de los pocos Nicktoons que no está disponible para transmisión en Paramount+ o disponible para comprar digitalmente. La serie se puede comprar en Prime Video.

## Episodios
| Temporada | Temporada | Segmentos | Episodios | Episodios | Emisión original   | Emisión original      |
| Temporada | Temporada | Segmentos | Episodios | Episodios | Primera emisión    | Última emisión        |
| --------- | --------- | --------- | --------- | --------- | ------------------ | --------------------- |
|           | 1         | 40        | 20        | 20        | 9 de julio de 2005 | 10 de febrero de 2007 |

## Reparto
| Personaje   | Actor de voz original | Actor de doblaje (Latinoamérica) |
| ----------- | --------------------- | -------------------------------- |
| Sr. Blik    | Wayne Knight          | Eduardo Fonseca                  |
| Waffle      | Kevin McDonald        | Luis Daniel Ramírez              |
| Gordon Quid | Rob Paulsen           | Víctor León                      |
| Kimberly    | Liliana Mumy          | Mariana Lodoza                   |
| Hovis       | Maurice LaMarche      | Rogelio Guerra                   |
| Katilda     | Hynden Walch          | Rommy Mendoza                    |
| Randall     | Frank Welker          |                                  |

- Estudio de doblaje:  Grupo Macías

## Derivados
La serie nunca tuvo lanzamientos completos. Solo hubo dos volúmenes de Nick Picks que incluyeron un episodio cada uno en 2006 y 2007. El episodio "Livesavers" iba a aparecer en el DVD Nick Picks Vol. 6, con fecha de lanzamiento para el 7 de agosto de 2007. Sin embargo, el DVD fue cancelado sin motivo alguno.
| Nombre del DVD    | Fecha de lanzamiento | Episodio N°. | Título                    |
| ----------------- | -------------------- | ------------ | ------------------------- |
| Nick Picks Vol. 3 | 7 de febrero de 2006 | 1x1b         | "Bringin' Down the Mouse" |
| Nick Picks Vol. 5 | 13 de marzo de 2007  | 1x7a         | "Love Cats"               |
| Nick Picks Vol. 6 | Cancelado            | 1x11a        | "Livesavers"              |

## Recepción

### Crítica
Sarah Wenk, de Common Sense Media, le dio a la serie 3 de 5 estrellas, diciendo que "Catscratch es un programa de dibujos animados genérico que incluye personajes dibujados de forma extraña que en realidad no se parecen a nada, voces muy fuertes, colores muy brillantes y muchos casos de personas, criaturas y cosas que son golpeadas, rotas y aporreadas. El programa es un programa que sigue las reglas, pero eso no significa que a veces no sea divertido o incluso conmovedor. A muchos niños les encantará, aunque es posible que usted no sea tan tolerante. No tiene nada terriblemente malo, pero tampoco nada terriblemente bueno".

### Reconocimientos
| Año  | Premio              | Categoría                                                    | Nómina                                 |          |
| ---- | ------------------- | ------------------------------------------------------------ | -------------------------------------- | -------- |
| 2006 | Premios Annie       | Dirección sobresaliente en una producción televisiva animada | Luther Mclaurin para Catscratch        | Nominado |
| 2006 | Premios Golden Reel | Mejor edición de sonido en televisión: Animación             | "Love Cats/Zombie Party A Go-Go"       | Nominado |
| 2008 | Premios Golden Reel | Mejor edición de sonido en televisión: Animación             | "Spindango Fundulation/Duck and Cover" | Nominado |

### Cómics
Según confirmó Doug TenNapel a través de un correo electrónico, se estaban preparando algunos cómics de dos páginas de Catscratch para la revista Nickelodeon . El primero se publicó en la edición de diciembre de 2005/enero de 2006. El segundo se publicó en la edición de marzo de 2006. El tercero y último se publicó en la edición de febrero de 2007.